# Sandra Reitz
Sandra Reitz (Hof, 12 de agosto de 1984) es una deportista alemana que compite en tiro, en la modalidad de pistola.
En los Juegos Europeos de Minsk 2019 consiguió una medalla de bronce en la prueba de pistola 10 m mixto. Ganó una medalla de oro en el Campeonato Europeo de Tiro en 10 m de 2022.

## Palmarés internacional
| Juegos Europeos    | Juegos Europeos     | Juegos Europeos   | Juegos Europeos    |
| Año                | Lugar               | Medalla           | Prueba             |
| ------------------ | ------------------- | ----------------- | ------------------ |
| 2019               | Minsk (Bielorrusia) | Medalla de bronce | Pistola 10 m mixto |
| Campeonato Europeo |                     |                   |                    |
| Año                | Lugar               | Medalla           | Prueba             |
| 2022               | Hamar (Noruega)     | Medalla de oro    | Pistola 10 m mixto |